# 类短尖薹草
类短尖薹草（学名：Carex mucronatiformis）为莎草科薹草属的植物。分布在中国大陆的青海等地，生长于海拔2,800米至3,900米的地区，一般生于高山草甸或沙滩处，目前尚未由人工引种栽培。